# Los hijos del otro
Los hijos del otro es una película de Argentina en blanco y negro dirigida por Catrano Catrani según el guion de Antonio Corma y Don Napy que se estrenó el 5 de marzo de 1947 y que tuvo como protagonistas a Luis Arata, Héctor Calcaño, Maruja Gil Quesada y Nelly Darén.

## Reparto
- Luis Arata
- Héctor Calcaño
- Maruja Gil Quesada
- Nelly Darén
- Ricardo Duggan
- Juan Carlos Altavista
- Fernando Heredia
- Julia Sandoval
- María Luisa Robledo
- Pola Alonso
- Olga Casares Pearson
- Carlos Fioriti